# Диэтилртуть
Диэтилрту́ть — ртутьорганическое соединение с химической формулой Hg(C2H5)2.

## Физические свойства
Бесцветная жидкость со слабым неприятным запахом.
- плотность — 2,466 г/мл (20 °C)

В воде практически не растворяется. Слабо растворяется в спирте, хорошо — в диэтиловом эфире.

## Получение
Действием амальгамы натрия на бромистый этил или бромида этилмагния на хлорид ртути(II):
{\displaystyle {\ce {2 C2H5MgBr + HgCl2 -> Hg(C2H5)2 + MgBr2 + MgCl2}}}.
Известны также другие способы синтеза соединения.

## Применение
Используется для синтеза этилмеркурхлорида и этилмеркурфосфата.

## Токсичность
Диэтилртуть является одним из наиболее токсичных известных нейротоксинов. Способна преодолевать гематоэнцефалический барьер и вызывать повреждения мозга. ПДКссII (в пересчете на ртуть) — 0,0003 мг/м³.
Относится к чрезвычайно токсичным веществам 1-го класса опасности согласно ГОСТ 12.1.007-76.